# Rynarcice (Korfantów)
Rynarcice (deutsch: Rennersdorf) ist ein Ort der Stadt- und Landgemeinde Korfantów im Powiat Nyski der Woiwodschaft Opole in Polen.

## Geographie

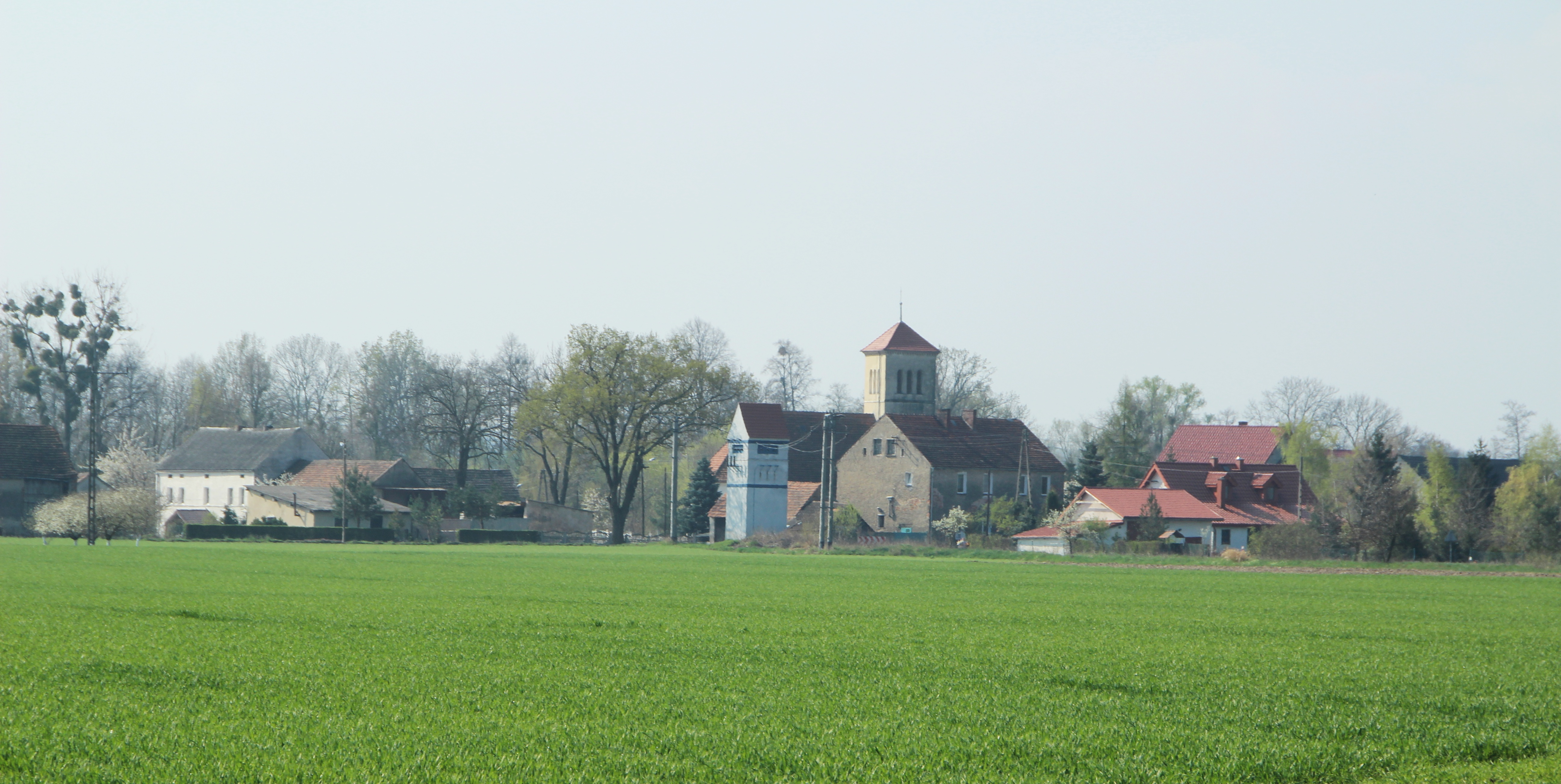
Blick auf das Dorf Rynarcice

Rynarcice liegt rund fünf Kilometer südwestlich vom Korfantów (Friedland O.S.), 20 Kilometer östlich von Nysa (Neisse) und 42 Kilometer südwestlich von  Opole (Oppeln) der Nizina Śląska (Schlesischen Tiefebene) am linken Ufer der Steinau.
Nachbarorte von Rynarcice sind im Norden Kuropas (Korpitz), im Osten Rączka (Ranisch), im Südosten Przydroże Wielkie (Groß Schnellendorf) und im Westen Włodary (Volksmanndorf).

## Geschichte

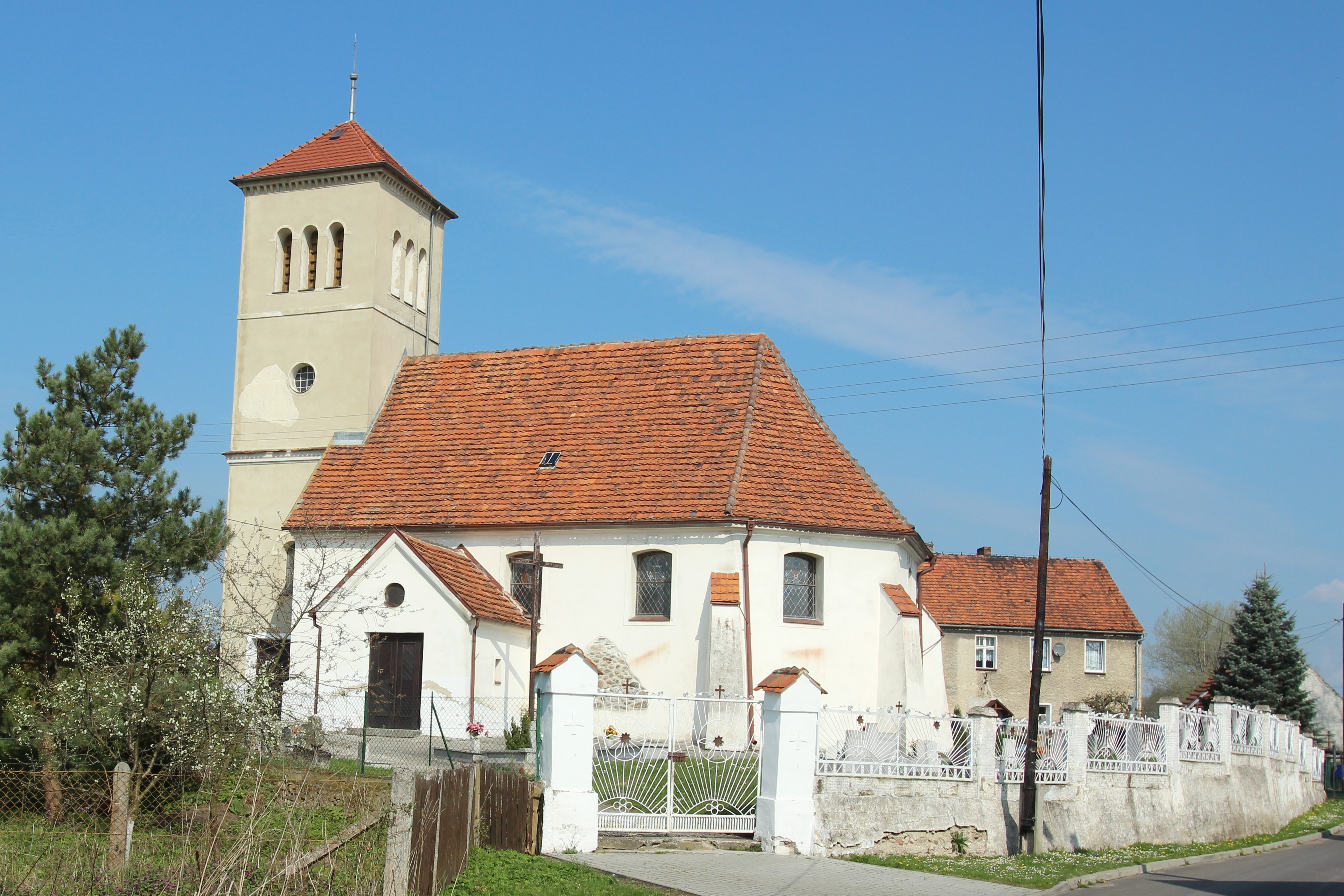
Nikolauskirche

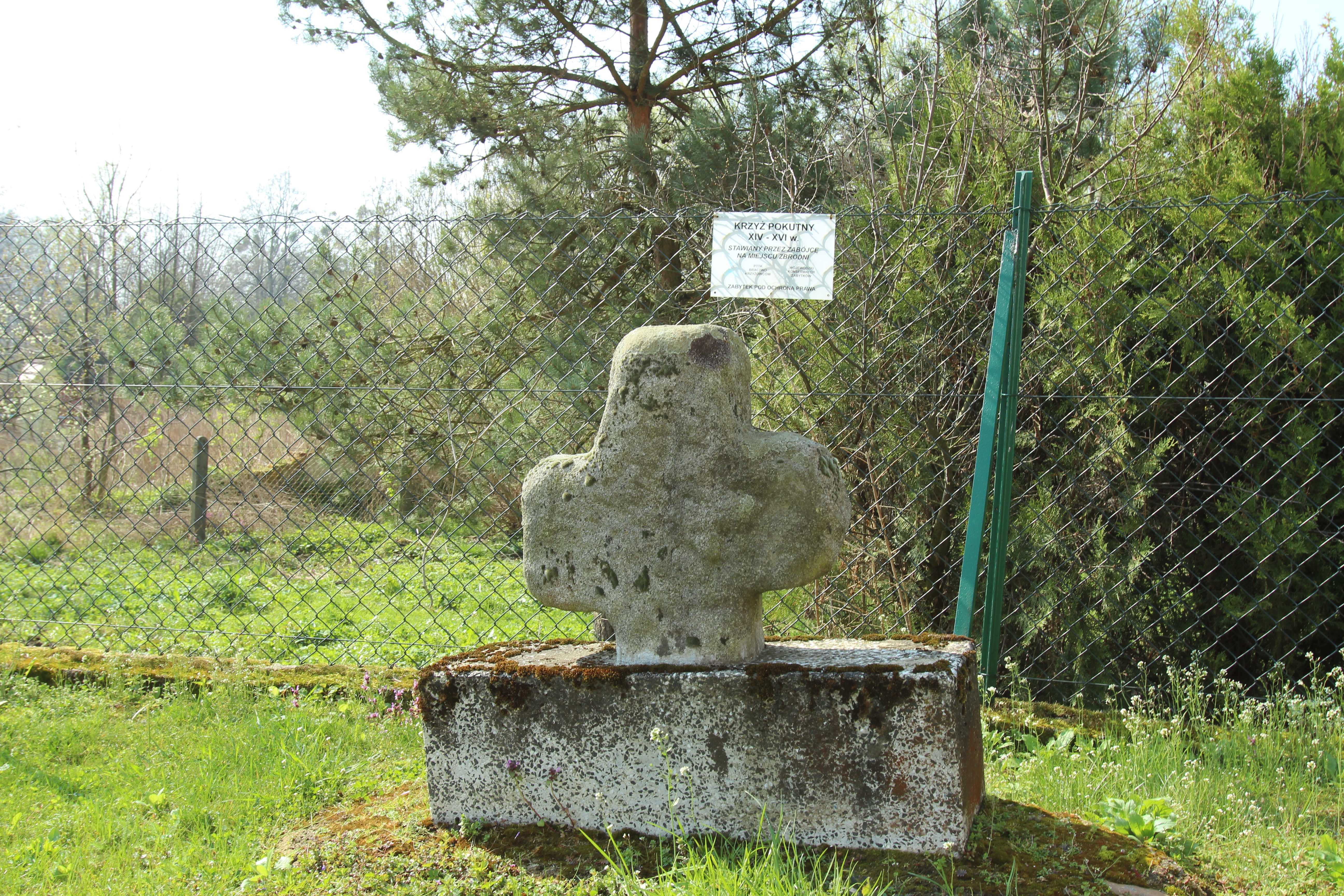
Sühnekreuz

„Rinarcici“ wurde im Jahr 1284 erstmals urkundlich erwähnt und 1302 ist dort eine Kirche erwähnt. 1409 ist es in der Schreibweise Renersdorf belegt.
Nach dem Ersten Schlesischen Krieg 1742 fiel Rennersdorf mit dem größten Teil Schlesiens an Preußen. 1791 wurde im Ort eine katholische Schule eingerichtet.
Nach der Neuorggliederung der Provinz Schlesien gehörte die Landgemeinde Rennersdorf ab 1818 zum Landkreis Neisse, mit dem es bis 1945 verbunden blieb. 1845 bestanden im Dorf eine katholische Kirche, eine katholische Schule und 59 Häuser. Die Einwohnerzahl lag bei 300, allesamt katholisch. 1865 zählte das Dorf 14 Bauern-, zehn Gärtner- und 24 Häuslerstellen sowie eine Wassermühle. 1874 wurde der Amtsbezirk Volkmannsdorf gegründet, dem Rennersdorf und Volkmannsdorf und dem Gutsbezirk Volkmannsdorf eingegliedert wurden. 1885 zählte Rennersdorf 379 Einwohner. 1933 wurden für Rennersdorf 288 Einwohner gezählt, 1939 waren es 284 Einwohner.
Als Folge des Zweiten Weltkriegs fiel Rennersdorf 1945 mit dem größten Teil Schlesiens an Polen. Nachfolgend wurde es in Rynarcice umbenannt und der Woiwodschaft Schlesien angeschlossen. Die einheimische deutsche Bevölkerung wurde vertrieben. Die neu angesiedelten Bewohner waren teilweise Zwangsumgesiedelte aus Ostpolen, das an die Sowjetunion gefallen war. 1950 wurde es der Woiwodschaft Opole eingegliedert. Seit 1999 gehört es zum Powiat Nyski. 2005 zählte das Dorf 193 Einwohner.

## Sehenswürdigkeiten
- Die römisch-katholische Nikolauskirche (Kościół św. Mikołaja) wurde 1302 erstmals erwähnt. Es wird vermutet, dass die Kirche bereits im 13. Jahrhundert bestand. Der heutige Bau wurde 18. Jahrhundert errichtet. Der Hauptaltar wurde im barocken Stil errichtet, die Kanzel im Stil der Spätrenaissance.[2] Das Kirchengebäude steht seit 1966 unter Denkmalschutz.[7]
- Sühnekreuz
- Wegekapelle mit Marienstatue
- Wegekapelle mit Marienbild
- Wegekapelle gegenüber der Dorfkirche
- Wegekapelle mit Christusbild
- Steinernes Wegekreuz
- Zwei hölzerne Wegekreuze